# Joel Campbell
Joel Nathaniel Campbell Samuels, född 26 juni 1992 i San José, Costa Rica, är en costaricansk fotbollsspelare som spelar för Alajuelense. Han spelar även för det costaricanska landslaget.

## Klubbkarriär
Den 17 juli 2011 bekräftade Juan Carlos Rojas, president i Deporivo Saprissa, för DNA Radio att Campbell skrivit på för Arsenal. Tidigare var Campbell jagad av italienska storklubbar som Milan och Juventus och den spanska storklubben Barcelona. Den 12 augusti bekräftade Arsenals officiella hemsida övergången.
Campbell blev säsongen 2011-2012 utlånad till FC Lorient i Ligue 1. Där spelade han 25 matcher och gjorde tre mål.
Säsongen 2012-2013 spelade Campbell i Real Betis, utlånad från Arsenal.
2013-2014 gick Campbell ut på sitt tredje lån från Arsenal, den här gången till den grekiska storklubben Olympiakos. Han gjorde bland annat ett Champions League-mål för Olympiakos i 2-0-vinsten mot Manchester United i åttondelsfinalen. Totalt blev det åtta mål på 32 matcher för Campbell.
Den 31 augusti 2017 lånades Campbell ut till Real Betis för andra gången.

## Landslagskarriär
Den 31 mars 2011 gjorde Campbell två mål borta mot Guadeloupe för Costa Ricas U20-landslag, som vann matchen med 3-0. Den 6 april 2011 gjorde han ett hattrick för Costa Ricas U20-landslag mot Cuba. Campbell debuterade för Costa Ricas landslag den 6 juni 2011 mot Cuba. Costa Rica vann med 5-0 och Campbell gjorde det sista målet. Han gjorde sitt andra mål den 8 juli 2011 mot Bolivia i Copa América.    

## Osportsligt uppträdande
I september 2013 blev Campbell starkt kritiserad för en osportslig filmning mot USA:s Matt Besler vilket resulterade i att Besler fick ett gult kort och blev avstängd i nästa match. Campbells filmning blev efter händelsen bland annat kallad "patetisk" och "en skam för fotbollen".[källa behövs] Den 4 oktober fick Campbell en tillrättavisning av FIFA för osportsligt uppträdande. 

## Spelstil
Campbell anses ha driv i steget, och är löpstark. Vidare har han god teknik, ett välutvecklat spelsinne och är målfarlig.